# Айгепат
Айгепат (арм. Այգեպատ ) — село в Араратская области Армении.
Главой сельской общины является Сережа Петросян.

## География
Село находится в юго-западном части Республики Армения, северо-западном части региона в 4 километрах на восток от города Арташата , 29 км на юг Еревана и входит в состав Араратского марза, район Арташата, в Араратской долине. Находится на высоте 880 метров над уровнем моря. Протяжённостью в 1200 метров с запада на восток и 1300 метров с севера на юг занимает территорию 1300 гектаров. Из поселка ведут две дороги: одна — в Арташат, другой — в Верин Арташат. Село расположено рядом с сёлами Айгезард, Шаумян.

## Население
По данным «Сборника сведений о Кавказе» за 1880 год в селе Масумлу Эриванского уезда по сведениям 1873 года было 59 дворов и проживало 260 азербайджанцев (указаны как «татары»), которые были шиитами.
По данным Кавказского календаря на 1912 год, в селе Масумлу Эриванского уезда проживало 1085 человек, в основном азербайджанцев, указанных как «татары».
| Год  | Численность | Численность |
| ---- | ----------- | ----------- |
| 1831 | 62          | [ 5 ]       |
| 1873 | 360         | [ 5 ]       |
| 1926 | 329         | [ 5 ]       |
| 1939 | 429         | [ 5 ]       |
| 1959 | 1022        | [ 5 ]       |
| 1970 | 1270        | [ 5 ]       |
| 1979 | 1243        | [ 5 ]       |
| 1989 | 1400        | [ 6 ]       |
| 2001 | 1451        | [ 5 ]       |
| 2011 | 1287        | [ 7 ]       |